# Пахомов, Михаил Иванович
Михаил Иванович Пахомов (1920, Дубна, Жиздринский уезд — ноябрь 1943, Севастополь, Крымская АССР) — советский подпольщик. Участник Великой Отечественной войны.

## Биография
Родился в 1920 году в деревне Дубна (сейчас — Калужская область) в многодетной крестьянской семье. Работал на мельнице и арматурном заводе. В 1940 году был призван в ряды Рабоче-крестьянской Красной армии.
Во время обороны Севастополя в ходе Великой Отечественной войны являлся шофёром «Катюш». В июле 1942 года был взят в плен, откуда бежал в апреле 1943 года вместе с К. М. Анзиным и И. П. Пивановым. На воле вступил в ряды Коммунистической подпольной организации в тылу немцев (КПОВТН). Имел подпольную кличку «Михаил». Принимал участие в создании подпольной типографии, изготовлении и распространении пропагандистских материалов, привлечении новых членов, а также помогал бежать военнопленным из лагерей. Во дворе дома № 50 по Лабораторному шоссе занимался ремонтом оружия. В составе группы подпольщиков ходил в крымские горы устанавливать связь с партизанами.
Пахомов был арестован в ноябре 1943 года во время распространения листовок на Делагардовой балке. Три дня находился в заключении, где подвергался пыткам, после чего был расстрелян. Перезахоронен в мае 1944 года в братской могиле на кладбище Коммунаров.